# Artère transverse de la face
L'artère transverse de la face (ou artère faciale transverse postérieure) est une artère systémique paire de la tête. Elle vascularise la région malaire.

## Origine
L'artère transverse de la face est une branche collatérale de l'artère temporale superficielle qui nait dans son trajet dans la glande parotide.

## Trajet
L'artère transverse de la face passe transversalement entre le bord inférieur de l'arcade zygomatique et le conduit parotidien dans l'épaisseur de la glande parotide puis en avant du muscle masséter.
Au cours de son trajet, elle donne des branches de vascularisation pour la glande parotide et le conduit parotidien, pour le muscle masséter et pour les téguments et la peau de la joue.
Elle s'anastomose avec l'artère faciale et l'artère infra-orbitaire